# حفره پس زانو
فرورفتگی لوزی‌شکل در پشت مفصل زانو را حفرهٔ پسِ زانو، حفره رکبی یا حفره پُپلیته‌آل (به انگلیسی: Popliteal fossa) می‌گویند.
این حفره میان ماهیچه‌های پشت ران و طبقه سطحی ساق شکل می‌گیرد. سقف این حفره توسط نیام عمقی (که در راستای نیام پهن رانی قرار گرفته) تشکیل می‌شود. پهلوهای زیرین آن به وسیله دو سر ماهیچه دوقلو (گاستروکنمیوس) به وجود می‌آید.

## محتویات حفره پس زانو
این حفره شامل سرخرگ و سیاهرگ پشت زانویی (پوپلیتئال) و دو شاخه انتهایی عصب سیاتیک (درشت‌نئی و نازک‌نئی مشترک) به همراه مقداری بافت چربی می‌باشد.